# Aeroportul Kincardine
Aeroportul Kincardine (IATA: YKD, ICAO: CYKM) este un aeroport din Ontario, Canada.
Situat la o altitudine de 235 m, aeroportul dispune de o singură pistă. Este operat de Kincardine⁠(d).